# Tokudaia
A Tokudaia az emlősök (Mammalia) osztályának a rágcsálók (Rodentia) rendjébe, ezen belül az egérfélék (Muridae) családjába tartozó nem.

## Rendszerezés
A nembe az alábbi 3 faj tartozik:
- Muennink-bambuszegér (Tokudaia muenninki) Johnson, 1946
- Rjúkjú-szigeteki bambuszegér (Tokudaia osimensis) Abe, 1933 – típusfaj
- Tokudaia tokunoshimensis Endo & Tsuchiya, 2006